# Krasnosłobodsk (Mordowia)
Krasnosłobodsk – miasto w Rosji, w Mordowii, 107 km na zachód od Sarańska. W 2009 liczyło 10 453 mieszkańców.